# سباق الطريق المداري للشابات في بطولة العالم لسباق الدراجات على الطريق 2017
سباق الطريق المداري للشابات في بطولة العالم لسباق الدراجات على الطريق 2017 (بالفرنسية: Course en ligne féminine des juniors aux championnats du monde de cyclisme sur route 2017)‏ هو سباق دراجات هوائية، وهو الموسم رقم 31 من السباق، وأقيم في 22 سبتمبر 2017، وامتدّ لمسافة 76.4 كيلومتر، وهو أحد سباقات بطولة العالم لسباق الدراجات على الطريق 2017.
فاز فيه بالمركز الأول إيلينا بيروني، وبالمركز الثاني إيما نورسجارد يورجنسن، وبالمركز الثالث ليتيزيا باتيرنوستر.

## الفائزون
| الترتيب | الفائز                |
| ------- | --------------------- |
| الفائز  | إيلينا بيروني         |
| الثاني  | إيما نورسجارد يورجنسن |
| الثالث  | ليتيزيا باتيرنوستر    |

## وصلات خارجية
- سباق الطريق المداري للشابات في بطولة العالم لسباق الدراجات على الطريق 2017 على موقع إحصائيات الدراجات الإحترافية (الإنجليزية)